# Darussalam (Samalanga)
Darussalam is een bestuurslaag in het regentschap Bireuen van de provincie Atjeh, Indonesië. Darussalam telt 476 inwoners (volkstelling 2010).